# つつじあゆこ
つつじ あゆこ（1989年4月1日 - ）は日本の女優。神奈川県厚木市出身。

## 略歴・人物
- 2009年4月、M&Hプロデュース『DOLLS〜あの日の青年〜』小川舞 役で初舞台を踏む。
- 2013年 - 2015年 ストレイドッグプロモーションに所属。
- 2016年6月 - サムライプロモーションに所属。
- 2020年1月 - 芸名をつつじあゆこへ改名
- 2020年8月 - サムライプロモーションを退所し、フリーにて活動。
- 2021年6月頃から初恋タロー主催のライブに出演。
- 2022年4月23日 - 「弾き落語がたり」(2丁拳銃の小堀裕之主催)に前座で出演[1]。初の落語を披露した。「はぐれ亭まんまる」という名前をもらう。

特技
水泳、お腹を膨らませる。
趣味
ムーミン、映画鑑賞、一人旅、沖縄料理。

## 主な活動

### 舞台
- 2009年
  - M&Hプロデュース『DOLLS〜あの日の青年〜』（4月28日 - 5月3日、渋谷ギャラリー・ルデコ、作・演出：堀米慎）- 小川舞 役[2]

- 2013年
  - "STRAYDOG"Produce公演『心は孤独なアトム』（10月3日 - 6日、池袋シアターグリーン BIG TREE THEATER、作・演出：森岡利行）- A組 / サファイア 役[3]

- 2014年
  - "STRAYDOG"Seedling公演『けんじ君の春』（1月22日 - 26日、池袋GEKIBA、作・演出：森田亜紀）- Bチーム / 清美 役[4]
  - "STRAYDOG"Produce公演『心は孤独なアトム』（2月5日 - 9日、池袋シアターグリーン BIG TREE THEATER、作・演出：森岡利行）- 宙組 / サファイア  役[5]
  - "STRAYDOG"Seedling公演『へなちょこヴィーナス』（3月13日 - 23日、池袋GEKIBA、原作：高橋いさを、演出：那波隆史）- みかん組 / 桜井良子 役[6]
  - "STRAYDOG"Seedling公演『メイクルーム』（6月10日 - 15日、高円寺明石スタジオ、作・演出：森川圭）- Bチーム / 沢田 役[7]
  - "STRAYDOG"Produce公演『問題のない私たち』（【大阪公演】8月2日 - 3日、梅田HEP HALL、【東京公演】8月8日 - 10日、東池袋あうるすぽっと、作・演出：森岡利行）- B組 / 施川瑞希 役[8]
  - "STRAYDOG"Seedling公演『まひるのあたたかな一日』（10月22日 - 26日、高円寺明石スタジオ、作・演出：那波隆史）- Aチーム/校長 役。Bチーム/番長 役[9]
  - "STRAYDOG"第23回本公演『純平、考え直せ』11月28日 - 30日、新宿紀伊國屋ホール、原作：奥田英朗、演出：森岡利行） - セミ/アンパンマン/寿司屋のバイト 役[10][11]

- 2015年
  - "STRAYDOG"Produce公演『悲しき天使』（【東京公演】1月8日 - 11日、池袋東京芸術劇場 シアターウエスト、【大阪公演】1月29日 - 2月1日、大阪阿部野橋近鉄アート館、作：山之内幸夫、演出：森岡利行）- Bチーム / ステラ 役[12]
  - "STRAYDOG"Seedling公演『月と箱舟』（2月18日 - 22日、ワーサルシアター八幡山劇場、作：矢沢幸治、演出：那波隆史）- Aチーム / 水口 役[13]
  - 劇団マツモトカズミ×"STRAYDOG"番外公演『映像都市（チネチッタ）』（4月1日 - 5日、池袋シアターグリーン BOX in BOX THEATER、作：鄭義信、演出：森岡利行） - 川本組 / お松 役[14]
  - "STRAYDOG"Produce公演『ゴジのラ』（【東京公演】5月4日 - 6日、新宿シアターモリエール、【大阪公演】5月15日 - 17日、梅田HEP HALL、演出：森岡利行）- エミ 役[15]
  - "STRAYDOG"Seedling公演『メイクルーム〜すかんぴんアイドル〜』（6月4日 - 14日、八幡山ワーサルシアター、作・演出：森川圭）- 北山瑞穂 役[16]
  - "STRAYDOG"Seedling公演『いるかホテル』（8月18日 - 23日、高円寺明石スタジオ、作・演出：酒井健太郎）- チームDOG / 初江 役[17]

- 2016年
  - 女々『ウラワライ2』（10月4日 - 9日、学芸大学千本桜ホール、演出：大滝裕一）[18]
  - FREE(S)『ふわふわプカプカパリンバリン』（10月26日 - 31日、下北沢小劇場 B1、作・演出：川野浩司）- プカプカチーム / 物欲のブッちゃん 役[19][20]

- 2017年
  - FREE(S)『トップロープ』（1月6日 - 9日、下北沢小劇場 B1、作・演出：A・ロックマン）- 佐藤 役[21][22]
  - SOS企画『物語は突然生き止まる』（2月18日 - 20日、新大久保 R's アートコート、作・演出：谷碧仁）- 愛子 役[23]
  - 劇団水色革命×コルバタ宮門組合同公演『ウラとサキと愛を少々』（6月28日 - 7月2日、Theater新宿スターフィールド、作・演出：宮門満）- 綾乃 役[24][25]
  - 『島へおいでよ！2017』（7月25日 - 30日、学芸大学千本桜ホール、作・金沢知樹、演出：萩森淳、弥山宗作）- Bチーム / 恵子 役[26]
  - コルバタ志田組『プロレス超初心者ですが未来を託されました』（9月27日 - 10月1日、大塚萬劇場、作・演出：MARU）- 西田レオ 役[27][28]

- 2018年
  - 劇想からまわりえっちゃん『俺なんだよ戦記』（6月21日、アトリエファンファーレ東新宿、作・演出 青沼リョウスケ）- 日替わりゲスト出演[29][30]
  - ゴブリン串田プロデュース『ひのようじん』（11月7日 - 11日、下北沢「劇」小劇場、作・演出：ゴブリン串田）- あいたん 役[31][32]
  - 激団リジョロ『DRYuuuu!!!』（11月30日 - 12月3日、ザムザ阿佐ヶ谷、作・演出：金光仁三）- リクゥ 役[33][34][35][36]
  - ゴブリン串田のミニシアター『レンジャーは待たせながら』（12月22日 - 24日、神田Kホール、作・演出：ゴブリン串田）- レンジャーピンク 役[37]

- 2019年
  - 激団リジョロ『DRYuuuu!!!』（1月18日 - 20日、大阪 in→dependent theatre 2nd、作・演出：金光仁三）- リクゥ 役[35][38][39]
  - わたなべやしき企画公演『ユーモア増築』（2月23日 - 24日、ステージカフェ下北沢亭、作・演出：テオ・ポー）[40][41]
  - 劇団新劇団『ヴェニスのSHOW ME』（4月4日 - 7日、学芸大学千本桜ホール、演出：ゴブリン串田）- スドー 役[42]
  - 河合亜由子みそじ記念公演『春のあゆぱんまつり』（4月14日、神田Kホール、作・演出：井坂優介）[43]
  - 劇想からまわりえっちゃん『祝儀の礼には及ばない』（6月2日、下北沢小劇場 楽園、作・演出：青沼リョウスケ）- 日替わりゲスト出演[44][45]
  - ねぇカルチャー主催 一人芝居公演『ボッチの檻』（6月14日 - 16日、新中野ワニズホール）- 『取り憑かれ系女子』（作・演出：いけだりょう）[46]
  - 『ラフドール』（7月6日-7日、大塚ドリームシアター、演出：マンボウ家城）[47]
  - ハツコイ・ユナイテッド『笹塚マッドプール』（9月11日 - 16日、下北沢Geki地下Liberty、作・演出：テオ・ポー）- チャオ 役[48]
  - Rang-Time 第一回公演『クランクアップのその前に』（10月18日 - 20日、神田Kホール、作・演出・音楽監修：くまがいらん） - 小菅レナ 役[49]
  - Alexandrite Stage『Renta Santa!!』（12月20日 - 25日、築地本願寺ブディストホール、作・演出：野口大輔） - Topaz / 遠藤心 役[50]

- 2020年
  - Peachboys 番外公演 コント短編集『昇天』（1月24日 - 26日、東新宿PetitMOA（プティモア）、作・演出：クソ旦那） - 地獄谷ユルコ 役[51]
  - A.R.P アトリエ公演『小さな四つ葉のクローバー 〜March〜』（3月24日 - 27日、中野坂上A.R.P studio、作・演出：A.ロックマン） - Team B / 千秋 役[52]
  - A.R.P アトリエ公演『アワテンボウノサンタクロース 2020 〜今年は5つのオムニバス〜』（12月17日 - 20日、中野坂上A.R.P studio、脚本・演出：A.ロックマン）[53][54]

- 2021年
  - ハツコイ・ユナイテッド『PINK ROCK STAR』（4月23日 - 24日、四谷三丁目ドリームシアター）[55]
  - Peachboys 『半勃ニョッキ』（5月18日 - 23日、下北沢シアター711、作・演出：DJ Bokky a.k.a クソ旦那） - 大和田チナツ 役[56][57]
  - わたなべやしき第4回公演『ノイズ温泉〜電波と足湯〜』（10月8日 - 10月10日、サンモールスタジオ　作・演出：テオ・ポー）- 梅屋愛衣(うめめ) 役

- 2022年
  - Peachboys 『ちろうに検診-The Final-』（3月30日 - 4月3日、サンモールスタジオ、作・演出：DJ Bokky a.k.a クソ旦那）- アサクラ 役
  - 朗読劇+二人芝居『初夏のあゆぱんまつり』（7月9日、Reading Cafeピカイチ、作・演出：つつじあゆこ、鈴谷侑子）
  - わたなべやしき第5弾『ナスとオクラ』（8月5日 - 8月7日、中目黒キンケロ・シアター、 作・演出：吉田テオポラ） - ヘアメイク 役

- 2023年
  - Peachboys 『立ちバック・トゥ・ザ・ティーチャー〜ぼくたちの失敗〜』（2023年4月19日 - 23日、中野ザ・ポケット、作・演出：DJ Bokky a.k.a クソ旦那 with Peachboys）- 家なき子 役

- 2024年
  - Peachboys 最終公演 = PeachBOOWYs LAST GIGS =『ピーチボーイズ〜新性器エヴァンと下痢男〜』（2024年4月23日 - 29日、下北沢シアター711、作・演出：DJ Bokky a.k.a クソ旦那 ）- リョウコ 役
  - A.R.P アトリエ公演　『優しいママのはなし〜2024〜』（2024年8月6日 - 11日、A.R.P studio、脚本・演出　A・ロックマン）- ボタン 役

- 2025年
  - A.R.P本公演『ボンゴレロッソ　〜2025〜』（2025年2月19日 - 25日、下北沢小劇場B1、脚本・演出　A・ロックマン）- 松本まこと 役[58]
  - 初恋タロー主催『SHORT SHORT SHORT』（2025年4月17日、新宿ブリーカー）- 『あるようでない』（脚本・演出：もちを。）- 山崎あゆこ 役

### 映画
- 『LADY NINJA〜青い影〜』（2018年1月20日公開、監督：藤原健一）- フユ 役[59][60]
- 『Single mom 優しい家族。』（2018年10月6日公開、監督：松本和巳）- 伊久子 役[61]
- 『透明花火』（2020年3月14日公開、監督：野本梢）- 橋本あやか 役[62][63][64] - 脚本家の三浦賢太郎は、この役をつつじあゆこの当て書きとしていた[65]。
- 『ストレンジデイズ2 裸の7日間』（2022年公開、監督：越坂康史）
- 『月下香』（2022年10月28日公開、監督：淵澤由樹）- 衣装
- 『-25℃ Simple Life』（2023年1月13日公開、監督：松本和巳）- 制作補助
- 『オンナたちの告白〜麗子〜』（2023年、監督：カワノゴウシ、「オンナたちの告白」製作委員会）- 海老原かんな 役
- 『はなまる劇場のいちばん長い日』（2024年公開、監督：越坂康史）- 江川若菜 役
- トーキョー・ストーキング・ホラー Vol.1 『返礼品』（2023年公開、監督：上川原 ヒロノリ）- 柏木絵梨 役[66]
- トーキョー・ストーキング・ホラー Vol.2 『餌食 -えじき-』（2024年公開、監督：上川原 ヒロノリ）- 主演・柏木絵梨 役[67]
- 『めぐる』（2024年公開、監督：岡田千重）- カフェ店主 役[68]
- 『THE LAST STAND CAFE』（2025年、監督：上川原ヒロノリ）- 主演・鮫島加奈 役 - 48時間映画祭2025参加作品

### TV
- 『行列のできる法律相談所』（2018年4月22日、日本テレビ） - ナジャ・グランディーバ再現VTRに出演
- 『EXITのベルギー行ったらモテるやつ』（2023年1月7日、テレビ東京）- Mt-1グランプリ2023に出演

### インターネットTV
- 『おぎやはぎの「ブス」テレビ』（2017年1月30日（第2回）- 2020年4月6日（第152回）合計74回出演、AbemaTV）[69]
- 『あれほど逃げろと言ったのに…』（2019年8月12日 - 10月7日、AbemaTV）- 番組AD 役[70]

### 動画配信
- Web劇『ズム恋』（2020年6月7日公開、作・演出：sasa）- マコ役
- リモートドラマ『万年厄女』（2020年7月30日公開、脚本・演出：テオ・ポー）
  - 第一話『アユコ、誹謗中傷してて怯える』
  - 第二話『トサの言い訳』
  - 第三話『メッキが剥がれるゴッツの正義感』
  - 第四話『ユウコが消えて、すべては穴の中』
- モーレツカンパニー　リーディング配信『これからもヨロシク』（2021年1月25日 - 2月25日限定販売、脚本・演出：たかはC）[71][72]
- 【みんつく】みんなでつくる劇場公開映画　【役者別】つつじあゆこ[73]